# Llença't
Llença't va ser el setè disc que va treure Lax'n'Busto. Va sortir a la venda l'any 2000. L'àlbum porta el nom de la primera cançó del disc, amb un marcat missatge positiu, la qual s'ha convertit possiblement en la cançó més emblemàtica de la banda. És un disc on l'aspecte instrumental pren un paper cabdal i que a diferència de l'anterior, Sí (1998), les guitarres hi tenen molta més presència, entre les quals, hi ha diversos solos llargs. La producció del disc estava plantejada que la fes Marc Grau, que ja l'havia fet en tres ocasions anteriors, però en finar, decidiren produir-lo ells mateixos.
La lletra de la cançó «Llença't» és de Jesús Rovira i parla d'aprendre a gaudir de cada moment i de dur a terme la missió de la pròpia vida sense por a transformar-se en persones noves. Aquesta cançó s'inspira de l'espiritualitat budista adquirida pels llaços d'amistat entre l'autor i els monjos del Garraf. La lletra disposa d'un acompanyament a guitarra d'estil rock i d'uns cors que al llarg de la cançó repeteixen una consigna inintel·ligible. Aquest fet va generar un debat on s'especulava que deien «carpanta», «la banda», «la pampa», «aguanta», entre d'altres. Tanmateix els membres de la banda al llarg dels anys no han desvelat aquesta qüestió, encara que asseguren que és una paraula inventada provinent de l'anglès que utilitzen quan una melodia encara no té lletra.
Lax'n'busto, gràcies a l'àlbum Llença't, va ser la formació que va rebre més premis al certamen Premis Enderrock 2001 en rebre el guardó a millor grup, millor disc, millor cançó, millor videoclip i millor concert. A tots aquests reconeixements s'hi sumà el Premi al Disc Català de l'any 2000 per Ràdio 4 "Música sense fronteres" i el premi SGAE al millor disc en català de l'any 2000.

## Llista de cançons
L'àlbum contenia el següent llistat de cançons:
| Núm. | Títol                    | Durada |
| ---- | ------------------------ | ------ |
| 1.   | «Llença't»               | 4:01   |
| 2.   | «Trepitja fort»          | 3:22   |
| 3.   | «Amb tu»                 | 4:44   |
| 4.   | «No ho sé»               | 3:47   |
| 5.   | «Una altra vegada»       | 4:57   |
| 6.   | «Mai més»                | 3:29   |
| 7.   | «Instant fugaç»          | 4:23   |
| 8.   | «Sense cobertura»        | 3:41   |
| 9.   | «Aquesta nit»            | 3:00   |
| 10.  | «Obsessionat»            | 4:37   |
| 11.  | «Apareix-te a casa meva» | 4:42   |